# Rob Brydon
Rob Brydon MBE (Swansea, Gal·les, 3 de maig de 1965) és un actor gal·lès, molt popular en el Regne Unit pels seus treballs al cinema, la ràdio i la televisió britànica.

## Filmografia
Cinema
- 1995. First Knight
- 1998. La Martha coneix en Frank, en Daniel i en Laurence
- 1998. Lock, Stock and Two Smoking Barrels.
- 2002. 24 Hour Party People
- 2004. Shaun of the Dead
- 2005. MirrorMask
- 2005. Tristam Shandy
- 2010. The Trip
- 2013. Futbolín, pel·lícula d'animació. Posa veu a la versió anglesa.
- 2014. The Trip to Italy
- 2015. Cinderella, com el mestre Phineus, pintor reial.
- 2016. The Huntsman: Winter's War.
- 2017. The Trip to Spain
- 2018. Cavernícola, pel·lícula d'animació. Posa veu a la versió anglesa.
- 2018. Homes a l'aigua, com a Eric Scott.
- 2018. Holmes & Watson (com l'inspector Lestrade)
- 2019. Blinded by the Light
- 2019. Days of the Bagnold Summer, com a Douglas Porter.
- 2020. The Trip to Greece (com ell mateix)
- 2022. El prodigiós Maurice, pel·lícula d'animació. Posa veu a la versió anglesa.
- 2022. Stephen Sondheim's Old Friends
- 2023. Barbie, com a Sugar Daddy Ken (una de les nines abandonades que viu amb la Weird Barbie)

Televisió
- 1993. The Legends of Treasure Island, pel·lícula d'animació, veu de Long John Silver.
- 1994. The Healer
- 1995. Eleven Men Against Eleven
- 1996. Cold Lazarus
- 1996. Lord of Misrule
- 2000. The Baskervilles
- 2000. Human Remains, sèrie de televisió
- 2000–2003. Marion and Geoff
- 2001. The Way We Live Now, sèrie de televisió.
- 2001. A Small Summer Party
- 2002. Murder in Mind, sèrie de televisió.
- 2002. Robbie the Reindeer, pel·lícula d'animació.
- 2002. I'm Alan Partridge, sèrie de televisió.
- 2002. Cruise of the Gods
- 2003, 2008. Top Gear, com a ell mateix.
- 2003-2013. QI, com a ell mateix.
- 2004. Directors Commentary
- 2004. Agatha Christie's Marple, a l'episodi "What Mrs McGillicuddy Saw!".
- 2004-2005. The Keith Barret Show
- 2004-2015. The Big Fat Quiz of the Year, com a ell mateix.
- 2005. Kenneth Tynan: In Praise of Hardcore
- 2005. Little Britain, temporada 3.
- 2005, 2009. Live at the Apollo, sèrie de televisió.
- 2005-2006. Supernova, sèrie de televisió.
- 2006. Have I Got News for You
- 2006. 100 Greatest Funny Moments
- 2006-2007. Rob Brydon's Annually Retentive, com a ell mateix.
- 2007. Dawn French's Boys Who Do Comedy, com a ell mateix.
- 2007. Heroes and Villains, episodi "Napoleon".
- 2007. Oliver Twist, sèrie de televisió, com a Mr. Fang.
- 2007-2010, 2019, 2024. Gavin i Stacey, sèrie de televisió, com a Bryn West.
- 2009. Horne & Corden
- 2009. El grúfal, pel·lícula d'animació. Posa veu a la versió anglesa.
- 2009-avui dia. Would I Lie to You?, com a presentador.
- 2010. Ronnie Corbett's Supper Club, com a convidat.
- 2010-2012. The Rob Brydon Show, com a convidat.
- 2010-2020. The Trip, com a ell mateix.
- 2011. A Quiet Word with ..., com a convidat.
- 2011. Michael McIntyre's Comedy Roadshow
- 2011. The Gruffalo's Child, pel·lícula d'animació. Posa veu a la versió anglesa.
- 2012. The Best of Men, com el caporal Wynne Bowen.
- 2012. Room on the Broom, pel·lícula d'animació. Posa la veu al gat.
- 2013. Gangsta Granny, com a Mr. Parker.
- 2014. This Is Jinsy, com a Rex Camalbeeter.
- 2014. The Guess List, com a ell mateix.
- 2015. The Brink, sèrie de televisió.
- 2015. Stick Man, pel·lícula d'animació.
- 2015. Ant & Dec's Saturday Night Takeaway, temporada 12, episodi 3.
- 2016. La revolta dels contes, pel·lícula d'animació. Posa veu a la versió anglesa.
- 2017. Not Going Out, sèrie de televisió.
- 2017. The Highway Rat, pel·lícula d'animació.
- 2017. The Nightly Show
- 2018. Trust, sèrie de televisió, com a Richard Nixon.
- 2019. El cargol i la balena, pel·lícula d'animació. Posa veu a la versió anglesa.
- 2020. Ant & Dec's Saturday Night Takeaway, temporada 16, episodi 2.
- 2020. Roald & Beatrix: The Tail of the Curious Mouse
- 2020. Zog and the Flying Doctors, pel·lícula d'animació.
- 2021. The Chasers Road Trip: Trains, Brains and Automobiles, narrador.
- 2021. McDonald & Dodds, sèrie de televisió, 3 episodis.
- 2021. Catchphrase, com a ell mateix a l'episodi "2021 Christmas Special".
- 2021. Superworm, pel·lícula d'animació. Posa veu a la versió anglesa.
- 2022. Green Eggs and Ham, sèrie d'animació. Veu de Philip Trousers.
- 2022. The Smeds and The Smoos, pel·lícula d'animació. Veu de l'Uncle Smoo a la versió anglesa.
- 2022. The Tuckers
- 2023. Tabby McTat, pel·lícula d'animació. Veu del Fred a la versió anglesa.
- 2024. La lady Jane, com a Lord Dudley.
- 2024. Tiddler, , pel·lícula d'animació. Fa diverses veus.
- 2025. Destination X, com a ell mateix.